# L-510
La L-510 és una carretera antigament anomenada provincial, actualment gestionada per la Generalitat de Catalunya. La L correspon a la demarcació provincial de Lleida.
Té l'origen en el terme de Tírvia, en el quilòmetre 4 de la carretera L-504, i recorre tota la Vall Ferrera, fins al poble de la Força d'Àreu. Durant tot el seu recorregut discorre paral·lela a la Noguera de Vallferrera, canviant diverses vegades de ribera.
Travessa els termes municipals de Tírvia i Alins, i els pobles d'Araós, Ainet de Besan, Alins, Àreu i la Força d'Àreu, on arriba en 13,8 quilòmetres. Té el seu final a l'entrada de la Força d'Àreu.
En els seus 13,8 quilòmetres de recorregut puja 400,7 m.